# Viktor Vorošilov
Viktor Fëdorovič Vorošilov (in russo Виктор Фёдорович Ворошилов?; Mosca, 15 agosto 1926 – 5 marzo 2011) è stato un calciatore sovietico, di ruolo attaccante.

## Palmarès

### Club

#### Competizioni nazionali
- Coppa dell'Unione Sovietica: 1

Lokomotiv Mosca: 1957